# Irene Burillo Escorihuela
Irene Burillo Escorihuela (* 23. Juli 1997 in Saragossa) ist eine spanische Tennisspielerin.

## Karriere
Burillo Escorihuela spielt vor allem auf der ITF Women’s World Tennis Tour und konnte dort bislang sechs Titel im Einzel und acht im Doppel gewinnen.
2019 stand sie mit Andrea Lázaro García im Finale der W 25 Vienna ITF World Tennis Tour 2019 in Wien, wo sie gegen Vivian Heisen und Katharina Hobgarski mit 6:74 und 4:6 verloren. Im selben Jahr stand sie bei den Schönbusch Open in Aschaffenburg mit Despina Papamichail ebenfalls im Finale, wo sie Tatiana Pieri und Ivana Popovic mit 6:75 und 4:6 unterlagen.
In der Saison 2017 spielte sie für den TC Blau-Weiß Würzburg in der 2. Bundesliga.

## Turniersiege

### Einzel
| Nr. | Datum             | Turnier   | Kategorie   | Belag     | Finalgegnerin     | Ergebnis       |
| --- | ----------------- | --------- | ----------- | --------- | ----------------- | -------------- |
| 1.  | 22. November 2015 | Castellon | ITF $10.000 | Sand      | Isabelle Wallace  | 6:2, 6:2       |
| 2.  | 12. November 2017 | Vinaros   | ITF $15.000 | Sand      | Miriam Bulgaru    | 6:2, 7:5       |
| 3.  | 31. Januar 2021   | Rome      | ITF $60.000 | Hartplatz | Grace Min         | 1:6, 7:64, 6:1 |
| 4.  | 3. Oktober 2021   | Lissabon  | ITF W25     | Sand      | İpek Öz           | 6:4, 6:0       |
| 5.  | 18. August 2024   | Erwitte   | ITF W35     | Sand      | Julie Štruplová   | 6:3, 6:2       |
| 6.  | 22. Juni 2025     | Ystad     | ITF W35     | Sand      | Alissa Oktjabrewa | 6:3, 6:3       |

### Doppel
| Nr. | Datum             | Turnier               | Kategorie   | Belag             | Partnerin                   | Finalgegnerinnen                  | Ergebnis         |
| --- | ----------------- | --------------------- | ----------- | ----------------- | --------------------------- | --------------------------------- | ---------------- |
| 1.  | 27. Mai 2016      | La Bisbal             | ITF $10.000 | Sand              | Xenija Scharifowa           | Andjela Novcic Natasha Piludu     | 7:5, 6:4         |
| 2.  | 3. März 2017      | Palmanova             | ITF $15.000 | Sand              | Xenija Scharifowa           | Inês Murta Isabelle Wallace       | 7:5, 6:3         |
| 3.  | 1. April 2017     | Hammamet              | ITF $15.000 | Sand              | Yvonne Cavalle-Reimers      | Charlotte Roemer Isabelle Wallace | 6:4, 6:3         |
| 4.  | 16. Februar 2018  | Manacor               | ITF $15.000 | Sand              | Olga Parres Azcoitia        | Seone Mendez Alexandra Perper     | 6:4, 2:6, [10:7] |
| 5.  | 30. Juni 2018     | Hammamet              | ITF $15.000 | Sand              | Andrea Lázaro García        | Fernanda Brito Melissa Morales    | 6:4, 6:4         |
| 6.  | 7. September 2019 | Marbella              | ITF $25.000 | Sand              | Andrea Lázaro García        | Arantxa Rus Gabriella Taylor      | 5:7, 6:4, [10:4] |
| 7.  | 14. Oktober 2022  | Cherbourg-en-Cotentin | ITF W25     | Hartplatz (Halle) | Andrea Lázaro García        | Ankita Raina Rosalie van der Hoek | 6:3, 6:4         |
| 8.  | 14. Juni 2025     | Biarritz              | ITF W100    | Sand              | María José Portillo Ramírez | Jessie Aney Justina Mikulskytė    | 4:6, 6:1, [10:5] |